# Diogo Tavares de Ataíde
Diogo Tavares de Ataíde (Faro, 1711-Lagoa 1765) foi um escultor, mestre-pedreiro e arquitecto português. É considerado um dos mais influentes artistas algarvios do século XVIII, distinguindo-se pela direcção de várias obras notáveis na região, particularmente nas cidades de Faro e Tavira.
Em sua homenagem, a Câmara Municipal de Tavira criou o Prémio Municipal de Arquitectura Diogo Tavares de Ataíde, em 2007.

## Obras
- Ermida de São Sebastião
- Retábulo principal da Ermida de Nossa Senhora do Livramento, único exemplar barroco em mármore do Algarve
- Reconstrução da Igreja de São José do Hospital
- Reconstrução do Convento de Nossa Senhora da Graça
- Reconstrução do Igreja de Nossa Senhora das Ondas
- Reconstrução do Palácio da Galeria
- Reconstrução da Ermida de São Roque